# Sørumsand
Sørumsand är en tätort i Lillestrøms kommun i Akershus fylke i sydöstra Norge.
Orten har tidigare utgjort centralort  i dåvarande Sørums kommun.